# Norra Solberga församling
Norra Solberga församling var en församling i Linköpings stift inom Svenska kyrkan. Församlingen uppgick 1 januari 2007 i Norra Solberga-Flisby församling.
Församlingskyrka var Norra Solberga kyrka.

## Administrativ historik
Församlingen har medeltida ursprung och hette ursprungligen Solberga församling. Den 1 januari 1886 (enligt beslut 17 april 1885) ändrades församlingens namn till Norra Solberga för att särskilja den från Södra Solberga församling i Växjö stift.
Den 1 januari 1885 (enligt beslut den 23 november 1883) överfördes till Norra Solberga församling från Flisby församling 1 mantal Gullarp och i motsatt riktning 1 mantal Luttersjö.
Den 1 januari 2007 uppgick församlingen i Norra Solberga-Flisby församling.
Församlingskod var 068205.  

### Pastorat
- Medeltiden till 1 januari 1886: Annexförsamling i pastoratet Flisby och Solberga.
- 1 januari 1886 till 1 januari 1962: Annexförsamling i pastoratet Flisby och Norra Solberga.
- 1 januari 1962 till 1 januari 2007: Moderförsamling i pastoratet Norra Solberga och Flisby.[4]

## Kyrkoherdar
| Verksam   | Namn        | Levnadstid | Övrigt |
| --------- | ----------- | ---------- | ------ |
| 1978–1984 | Jussi Brodd | 1941–      | [ 5 ]  |

## Komministrar
| Verksam    | Namn                        | Levnadstid | Övrigt                                      |
| ---------- | --------------------------- | ---------- | ------------------------------------------- |
| 1500-talet | Canutus                     |            | Senare kyrkoherde i Björkö församling.      |
| 1656–      | Richardus Richardi Rosinius |            |                                             |
| 1640–1651  | Johannes Nicolai Kruuk      | –1654      | Senare kyrkoherde i Lillkyrka församling.   |
| 1661–1670  | Canutus Petri Kindius       | –1670      |                                             |
| 1671–1673  | Johannes Laurentii Kullerus | –1673      |                                             |
| 1674–1701  | Abrahamus Jonæ Laurentinus  | –1701      |                                             |
| 1702–1729  | Andreas Olavi Hornerus      | 1672–1739  | Senare kyrkoherde i Vireda församling.      |
|            | Magnus Ramstedt             |            | Senare kyrkoherde i Målilla församling.     |
|            | Andreas Canutus Rosinius    |            | Senare kyrkoherde i Locknevi församling.    |
|            | Magnus Carlström            |            | Senare kyrkoherde i Västra Ryds församling. |
| 1795–1822  | Pehr Johan Öhrling          | 1745–1822  |                                             |
| 1823–1837  | Carl Christopher Lejman     | 1779–1837  |                                             |
| 1843–      | Lars Engström               | 1798–      |                                             |

## Klockare och organister
| Ämbetstid | Namn           | Levnadstid | Övrigt                |
| --------- | -------------- | ---------- | --------------------- |
| 1740      | Pehr           |            | Klockare              |
| 1790–1800 | Anders         |            | Klockare              |
| 1801–1813 | Carl Nystrand  | 1765–      | Klockare              |
| 1813–1874 | Nils Ahlstrand | 1785–1874  | Organist och klockare |
| 1874–1900 | Carl Lindqvist | 1844–      | Organist och klockare |